# 藏前

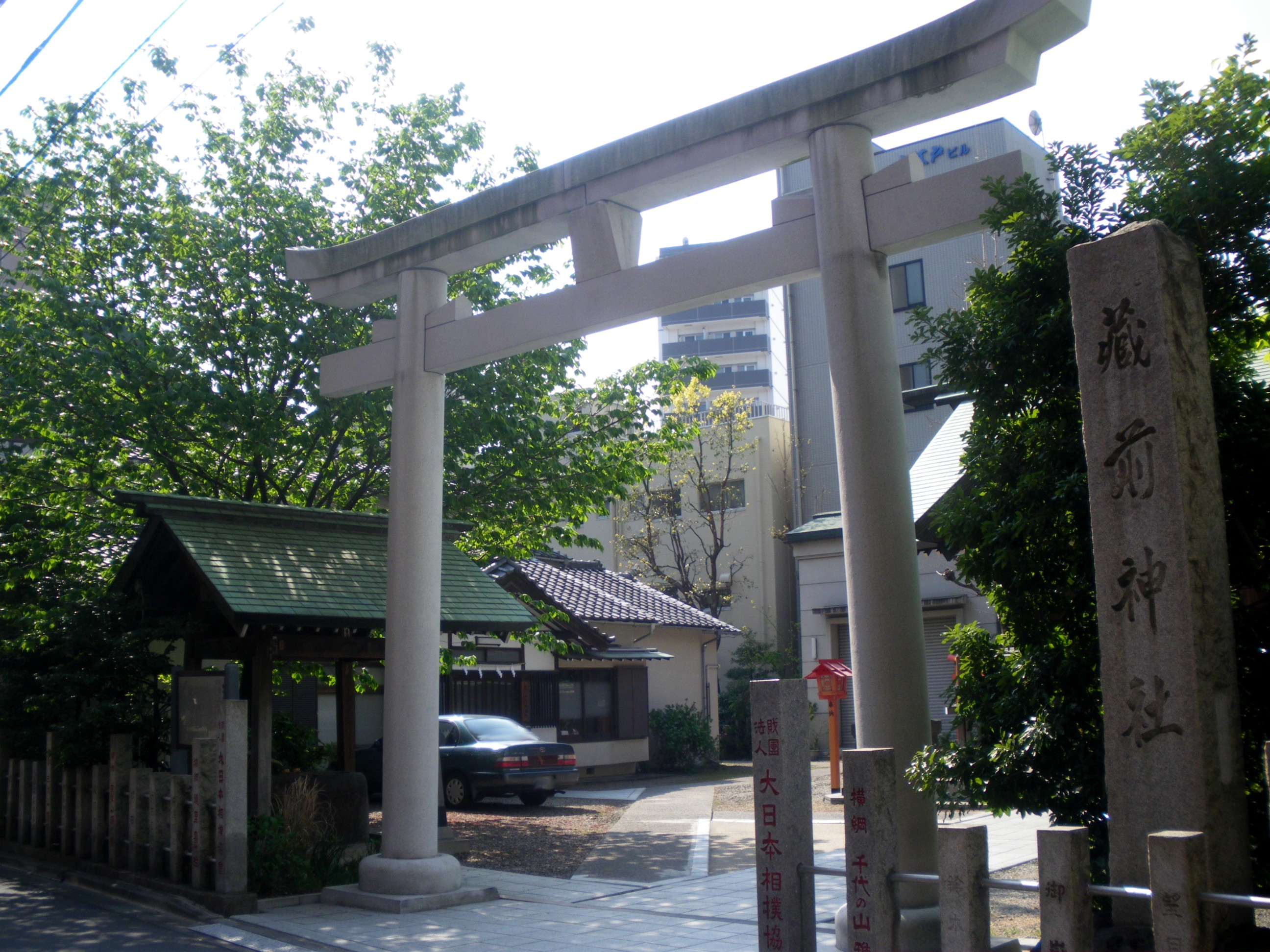
藏前神社

藏前（日语：／ Kuramae */?）是東京都台東區的地名。郵遞區號為111-0051。地方人口有5,206人（2013年8月1日）。

## 地理
位於東京都台東區東南部，畫分一丁目至四丁目。東與墨田區本所、橫網之間以隅田川為界，南鄰台東區柳橋，西南接台東區淺草橋，西與台東區三筋、台東區鳥越之間以新堀通為界，北與台東區壽、台東區駒形之間以春日通為界。町內以商店與大樓為主，也有部分住宅地。當地江戶通旁玩具批發商林立，附近有玩具大廠萬代與EPOCH的總部（皆在駒形）。附近的隅田川上有廄橋與藏前橋。

## 歷史
本地過去為江戶幕府的米倉（淺草御藏）而得名，是元和6年（1620年）開挖鳥越神社的山丘土石進行隅田川造陸工程後建造。總占地面積為36646坪（但『御府内備考』記載為27900坪），東為隅田川，其他三面有水道圍繞，共67棟倉庫。
御米藏西側的町在江戶時代中期以後稱為藏前，聚集許多米批發商與札差店（詳情請參照札差）。
明治元年（1868年），淺草御藏與藏奉行所屬役宅地交由明治政府管理，政府御藏在關東大地震中燒毀。昭和9年(1934年)、御藏前片町、福富町、新旅籠町等周邊九町合併成立藏前一〜三丁目。昭和22年成立台東區，町名掛上「淺草」為「淺草藏前」，昭和39年(1964年)與淺草桂町整合為現在的藏前一〜四丁目。淺草御藏舊址在現藏前一〜二丁目，舊址南側為國技館（藏前國技館）。

### 地名由來
因位於淺草御藏（幕府的米倉）前而得名。

## 設施
公共設施
- 東京藏前體育館
- 東京都下水道局藏前抽水站、藏前水之館
- 淺草稅務署

公園
- 台東區立精華公園

## 教育機關
- 東京都立藏前工業高等學校
- 台東區立淺草中學校
- 台東區立藏前小學校

## 名所古蹟
- 藏前神社
- 第六天榊神社
- 淨念寺
- 藏前國技館

## 交通
鐵路
- 都營地下鐵淺草線 ○藏前站
- 都營地下鐵大江戶線 ○藏前站 - 設有出入口。（所在地：壽）

道路
- 江戶通（國道6號）
- 東京都道462號藏前三之輪線（國際通）
- 藏前橋通

## 備註
1. ↑  住民基本台帳による町丁名別世帯人口数 平成２５年８月１日現在[]

## 外部連結
- 台東區官方網站